# Same Ol’ Story
"Same Ol’ Story" – pierwszy singel z płyty Cyndi Lauper zatytułowanej Bring Ya to the Brink.
Singel miał premierę 6 maja 2008.